# 伊東九郎
伊東 九郎（いとう くろう、1899年（明治32年）1月19日 - 1953年（昭和28年）12月15日）は、明治、大正、昭和期の華族。正五位。子爵。

## 経歴
1899年、伯爵・伊東巳代治の八男として、東京都に出生。1923年、明治大学政治経済科卒業。
旧大名家の備中岡田藩主であった伊東子爵家に入り家督を継いでいた、実兄の伊東二郎が死去したことに伴い、その養子となって家督を継ぎ、1926年に子爵を襲爵した。
明大卒業後は、鉄道省に勤務した他、東京電燈で支社長などを務めた。
1953年、死去。享年54。

## 家族
- 父：伯爵 伊東巳代治
- 母：恵阿八重（恵宗猛の長女）
- 義父：子爵 伊東二郎
- 妻：相馬沢子（父：子爵 相馬順胤）
- 妻：奥村昌子1909-（父：奥村祐斉）